# Éric Saussine
 (mai 2025).
 (mai 2025).
Motif : Aucune source secondaire
- Archive Wikiwix
- Bing
- Cairn
- DuckDuckGo
- E. Universalis
- Gallica
- Google
- G. Books
- G. News
- G. Scholar
- Persée
- Qwant
- (zh) Baidu
- (ru) Yandex
- (wd) trouver des œuvres sur Wikidata

| 1. | Préciser le motif de la pose du bandeau. | Précisez le motif de la pose du bandeau en utilisant la syntaxe suivante : {{admissibilité à vérifier\|date=mai 2025\|motif=remplacez ce texte par le motif}}                      |
| 2. | Informer les utilisateurs concernés.     | Pensez à avertir le créateur de l'article, par exemple, en insérant le code ci-dessous sur sa page de discussion : {{subst:avertissement admissibilité à vérifier\|Éric Saussine}} |

Éric Saussine est un réalisateur, scénariste, producteur, et monteur de cinéma français, connu pour Überstar (2019), Shamelady (2007) et Shademaker (2015).

## Biographie
Éric Saussine est né le 7 février 1973 à Alès (Gard). Enseignant durant de nombreuses années, il s'est impliqué dans de nombreux organismes de cinéma puis dans la réalisation de nombreux films, courts et longs, souvent projetés en festivals et lors d'événements.

## Activités professionnelles
Éric Saussine a été vice-président du groupe Unification consacré à toutes les cultures de l'imaginaire et dont le site web cumule toujours des centaines de milliers de visites. Dans ce cadre, il a organisé des conventions et réalisé de nombreuses interviews de personnalités. 
Avec Luc Le Clech, président du Club James Bond France, et avec Philippe Lombard, journaliste de cinéma et écrivain bien connu, Éric Saussine a créé la série de comédies Les Aventures de Paul et Raoul. Ensemble, ils ont également livré la comédie fantastique Überstar (2019) avec Richard Sammel (Inglorious Basterds, Casino Royale, The Strain) en guest-star.
Éric Saussine a été rédacteur en chef du magazine de luxe grand format Archives 007. Sur ce même thème, il a publié des ouvrages critiques et a assuré diverses traductions. 
En collaboration régulière avec le réalisateur José Ainouz, Éric Saussine a coécrit et monté plusieurs films documentaires, notamment Georges Bensoussan, un historien : Le Prix de la Liberté (2021) et 7 octobre 2023, un crime sans nom (2024).

## Filmographie sélective
- 2007 : Shamelady (scénariste, producteur et réalisateur)
- 2015 : Shademaker (scénariste, producteur et réalisateur)
- 2019 : Überstar (scénariste, producteur et réalisateur)
- 2021 : Georges Bensoussan, un historien : Le Prix de la Liberté de José Ainouz[7] (scénariste et monteur)
- 2024 : 7 octobre 2023, un crime sans nom de José Ainouz[7] (scénariste et monteur)
- 2026 : Evya: Love and Be Free